# Guillermo Rivarola
Guillermo Daniel Rivarola Torres (11 de octubre de 1968, Villa Huidobro, Argentina) es un exfutbolista y actual entrenador argentino. 

## Trayectoria

### Jugador
Surgido de Juventud Unida (VH), ocupaba la posición de defensa central. Inició su carrera en el Cipolletti, pasó a River Plate y posteriormente fue transferido al Pachuca, continuó su carrera en México con el Santos Laguna para luego volver al Pachuca. Terminó su estancia en México jugando en el Monterrey. Regresó a su país natal para jugar con San Lorenzo, terminó su carrera como futbolista jugando en Racing.

### Director técnico

#### Racing Club
Empezó su carrera como director técnico en el Racing de Avellaneda en el 2004. En dicho club tomó el puesto que había sido dejado vacante por Ubaldo Matildo Fillol por malos resultados. Rivarola enderezó el rumbo y, en el final del Apertura 2004, consiguió cinco victorias consecutivas, además de dejar al club en la 10.ª posición con 26 puntos en 19 partidos.
En el Clausura 2005, su Racing peleó el torneo hasta cerca del final, cuando el rendimiento decayó y perdió la chance de campeonar. En este torneo logró 32 puntos (9 PG, 5 PE, 5 PP) y quedó tercero.
En el Apertura 2005 el rendimiento de Racing fue totalmente distinto a lo que había sido el Clausura de ese año: obtuvo 11 puntos en 8 fechas (3-2-3), pero el pobre nivel de juego del equipo, la irregularidad y, por sobre todo, la derrota en el clásico ante Independiente por 4-0 en la fecha 6 hicieron que la relación de Rivarola con los hinchas llegara a un punto sin retorno. Tras una derrota frente a Boca por 2-0 en la Bombonera, Rivarola renunció al cargo de DT de Racing.
Sus números en el club: 33 partidos dirigidos, con 17 PG, 7 PE y 9 PP.

#### Olimpo
Tras el ascenso de Olimpo a Primera División en 2007, Rivarola fue fichado para dirigir al equipo. Pero no hizo pie: la condición de equipo recién ascendido le jugó en contra, además de algún que otro planteo táctico del entrenador, y eso hizo que Olimpo consiguiera resultados magros. El DT renunció tras 10 partidos, en los que consiguió sólo un triunfo; los restantes partidos fueron tres empates y seis derrotas, los que dejaron al club en posiciones de descenso con 6 puntos en 10 partidos.
Sus números en el club: 10 partidos dirigidos, con 1 PG, 3 PE y 6 PP.

#### Pachuca
Después paso al Pachuca de México para dirigir las fuerzas básicas, para el Torneo Apertura 2009 de México fue fichado para dirigir al primer equipo del Pachuca, dejó la dirección técnica del Pachuca el 15 de agosto de 2010, ante un mal resultado de 4 goles a 1 frente al Cruz Azul. 

#### Sporting Cristal
El 20 de diciembre del 2010 se confirmó su pase al Sporting Cristal de Perú, el 19 de abril del 2011 es cesado repentinamente de su cargo como director técnico.

#### Deportivo Cuenca
El 19 de diciembre de 2012 es anunciado como nuevo entrenador del Deportivo Cuenca de Ecuador. El 22 de abril, durante una entrevista radial, el argentino Guillermo Rivarola anunció su renuncia como director técnico del Deportivo Cuenca. La decisión de Rivarola habría sido tomada por los malos resultados que había obtenido el club morlaco, que estaba último en la tabla de posiciones del campeonato ecuatoriano de fútbol.

## Clubes

### Como futbolista
| Club                   | País          | Año           | PJ  | Goles | Promedio |
| ---------------------- | ------------- | ------------- | --- | ----- | -------- |
| Cipolletti             | Argentina     | 1986-1991     | 197 | 12    | 0.1      |
| River Plate            | Argentina     | 1991-1997     | 152 | 7     | 0        |
| Pachuca CF             | México        | 1997-1998     | 34  | 4     | 0.12     |
| Santos Laguna          | México        | 1998-1999     | 34  | 1     | 0.03     |
| Monterrey              | México        | 1999-2000     | 30  | 2     | 0.07     |
| San Lorenzo de Almagro | Argentina     | 2000-2002     | 44  | 3     | 0.07     |
| Racing Club            | Argentina     | 2003          | 25  | 2     | 0.08     |
| Total carrera          | Total carrera | Total carrera | 516 | 31    | 0.06     |

### Como entrenador
| Club                   | País      | Año       |
| ---------------------- | --------- | --------- |
| Racing                 | Argentina | 2004-2005 |
| Olimpo de Bahía Blanca | Argentina | 2007      |
| Pachuca                | México    | 2009-2010 |
| Sporting Cristal       | Perú      | 2011      |
| Deportivo Cuenca       | Ecuador   | 2013      |

## Palmarés

### Como jugador

#### Torneos locales
| Título           | Equipo      | País      | Año    |
| ---------------- | ----------- | --------- | ------ |
| Primera División | River Plate | Argentina | A-1991 |
| Primera División | River Plate | Argentina | A-1993 |
| Primera División | River Plate | Argentina | A-1994 |
| Primera División | River Plate | Argentina | A-1996 |
| Primera División | San Lorenzo | Argentina | C-2001 |

#### Torneos internacionales
| Título            | Equipo      | Sede         | Año  |
| ----------------- | ----------- | ------------ | ---- |
| Copa Libertadores | River Plate | Buenos Aires | 1996 |
| Copa Mercosur     | San Lorenzo | Buenos Aires | 2001 |

### Como entrenador

#### Torneos internacionales
| Título                           | Equipo  | Sede            | Año     |
| -------------------------------- | ------- | --------------- | ------- |
| Liga de Campeones de la Concacaf | Pachuca | Pachuca de Soto | 2009-10 |